# McClein's
McClein's es un grupo granadino de Rock/ Indie alternativo creado y formado por Miguel A. Férriz (antiguo integrante y cofundador del disuelto dúo "Proyecto Karma"), Francisco Peña, Daniel Benítez y Luija Puente. El nombre del grupo se debe a una anécdota en la que estando en el pub granadino "Ruido Rosa", sitio frecuentado por grupos como Los Planetas (banda), Lori Meyers o Napoleón Solo (banda), intentaban decidir el nombre que les representaría como formación grupal, mientras todo esto ocurría, debatían sobre la La Jungla de cristal cuyo protagonista es John McClane, a todos les gustó dicho nombre pero no querían que al referirse a ellos hubiese confusión directa con el personaje de ficción, por lo tanto decidieron llamarse de esa forma pero solo en lo que a la fonética respecta, ortográficamente se apodaron "McClein's" que es tal y como suena fonéticamente el nombre.

## Formación
- Miguel Férriz: guitarra y voz.
- Francisco Peña: guitarra solista.
- Daniel Benítez: bajo.
- Luija Puente: batería.

Poco a poco Empezaron a subir vídeos a internet los cuales fueron vistos por Luija, quien decidió añadirle batería a las canciones. Después se uniría Dani a la formación, siendo encontrado por casualidad en una página de internet de Rock/ Indie. El grupo empezó versionando a grupos nacionales sobre todo (Napoleón Solo (banda), Lori Meyers y Supersubmarina), con un estilo más roquero.

## Vade Retro
En abril de 2013, la banda granadina decidió subir un nivel más grabando su primer disco, contando como modelo para la portada a Laura Castejón. "Vade Retro" se gestó en Granada, concretamente el estudio elegido para su grabación fue el recién estrenado "Los Ángeles Records" teniendo como técnico a Alejandro Pino, quien es un gran amigo de la banda, por lo tanto la dedicación a la producción del disco fue más mayor.
El nombre del disco hace referencia a la modo que por aquel entonces había, la de vestir cono un toque "retro", y la similitud que asoció Férriz entre la expresión latina "Vade retro Satanás" que significa "Apártate, Satanás" y el hacer que una chica de su pasado se alejase de él.
"Vade Retro" está influenciado por Artic Monkeys, The Black Keys, Supersubmarina y The Strokes. A lo largo de los cinco temas se cuentan vivencias personales de los integrantes de la banda como relaciones muy intensas, alcohol, drogas, diversión, la vida de soltero y el deseo sexual.

## Disolución del grupo
En 2016 la banda se disolvía debido a varios motivos, Dani emigró a Inglaterra para dedicarse a un nuevo proyecto. Francisco Peña empezó sus estudios de musicología por lo que tuvo que abandonar la formación para dedicarse íntegramente a ello. Férriz tuvo que ingresar en el mundo laboral y Luija continuó su camino ya que la banda se desestructuraba.

## Actualidad
En la actualidad Férriz ha iniciado junto a Beck (Toni Pérez), antiguo cofundador de "Proyecto Karma", otro proyecto en el que mezclan rock alternativo con psicodelia, toques de jazz y guitarra clásica, y para el cual todavía no tienen nombre.

## Discografía
- Vade Retro (Los Ángeles Records, 2013)

1. Vade Retro
2. La Penúltima
3. Máscara
4. Jersey de Porcelana
5. Chica Boom